# طلائع الجيش الشعبي "كتائب العودة"
طلائع الجيش الشعبي «كتائب العودة»، كانت «طلائع الجيش الشعبي» تشكيلات تابعة لحركة فتح نشأت في الانتفاضة الفلسطينية الأولى ابتداء كانون الثاني 1989 في سياق نقل مهام القطاع الغربي في الإشراف على الانتفاضة إلى القوة 17 بقيادة محمود الناطور (أبو الطيب)، الذي حاول إعادة تنظيم «القوات الضاربة» التابعة للحركة في جيش شعبي بتشكيلات عسكرية، وقد انتهت هذه المحاولة سريعا بسبب الضربات الأمنية التي تعرض لها التنظيم.
أعيد استخدام التسمية في فترة الانتفاضة الثانية، حيث أسست مجموعة تحمل اسم «طلائع الجيش الشعبي-كتائب العودة» قادها الشهيد مهند الغندور الملقّب بـ«الأردني».